# Архив фюр славише филологи
„Архив фюр славише филологи“ (на немски: Archiv für slavische Philologie, в превод Архив за славянска филология) е най-старото славистично филологическо списание, смятано за най-доброто научно списание в тази област за времето си.
Списанието е основано в 1875 година от видния хърватски лингвист Ватрослав Ягич и е публикувано от „Вайдманше Буххандлунг“ в Берлин, Германия. Благодарение на историка Теодор Момзен списанието получава финансова подкрепа от пруското министерство на образованието. Ягич редактира списанието с прекъсвания до 1920 година, когато излиза 37-и брой. След смъртта на Ягич в 1923 година е издавано нередовно от германския славист и балтицист Ерих Бернекер, но след 42-ри брой е спряно в 1929 година.
Ягич публикува статии за фонологичната, граматическа и синтактична структура на всички славянски езици, описания на древните славянски книжовни паметници, устната литературна традиция, култура, славянската митология и други текстове. Решението му да издава списанието на немски език предизвиква вълна от недоволство в славянските страни, но е продиктувано от желанието на Ягич списанието да бъде посредник между славянската и западноевропейската наука и славистиката да достигне нивото на германистиката и романистиката.
В списанието пишат всички видни славянски и неславянски слависти, включително самият Ягич.